# Hlevnik
Hlevnik je naselje v Občini Brda.